# Natação no Campeonato Europeu de Esportes Aquáticos de 2014 - 100 m costas feminino
A prova dos 100 metros costas feminino da natação no Campeonato Europeu de Esportes Aquáticos de 2014 ocorreu nos dias 20 e 21 de agosto em Berlim, na Alemanha. 

## Calendário
| Fase          | Data         | Hora  |
| ------------- | ------------ | ----- |
| Eliminatórias | 20 de agosto | 10:21 |
| Semifinal     | 20 de agosto | 19:35 |
| Final         | 21 de agosto | 18:58 |

Todos os horários estão no horário local (UTC+1)

## Recordes
Antes desta competição, os recordes eram os seguintes:
| Recorde mundial       | Gemma Spofforth  | 58.12 | Roma      | 28 de julho de 2009 |
| Recorde europeu       | Gemma Spofforth  | 58.12 | Roma      | 28 de julho de 2009 |
| Recorde do campeonato | Anastasia Zuyeva | 59.41 | Eindhoven | 21 de março de 2008 |

## Medalhistas
| Ouro                 | Prata             | Bronze               |
| Katinka Hosszú (HUN) | Mie Nielsen (DEN) | Georgia Davies (GBR) |

## Resultados

### Eliminatórias
Esses foram os resultados das eliminatórias. 
| Pos. | Bateria | Raia | Nadadora                | Nacionalidade        | Tempo   | Notas |
| ---- | ------- | ---- | ----------------------- | -------------------- | ------- | ----- |
| 1    | 4       | 4    | Katinka Hosszú          | Hungria              | 1:00.08 | Q     |
| 2    | 5       | 4    | Mie Nielsen             | Dinamarca            | 1:00.13 | Q     |
| 3    | 3       | 4    | Georgia Davies          | Reino Unido          | 1:00.32 | Q     |
| 4    | 3       | 5    | Daryna Zevina           | Ucrânia              | 1:00.80 | Q     |
| 5    | 3       | 3    | Carlotta Zofkova        | Itália               | 1:00.83 | Q     |
| 6    | 5       | 3    | Elizabeth Simmonds      | Reino Unido          | 1:00.92 | Q     |
| 7    | 4       | 5    | Simona Baumrtová        | Chéquia              | 1:00.98 | Q     |
| 8    | 5       | 7    | Ida Lindborg            | Suécia               | 1:01.14 | Q     |
| 9    | 5       | 5    | Daria Ustinova          | Rússia               | 1:01.24 | Q     |
| 10   | 4       | 3    | Arianna Barbieri        | Itália               | 1:01.40 | Q     |
| 11   | 5       | 6    | Jenny Mensing           | Alemanha             | 1:01.52 | Q     |
| 12   | 4       | 6    | Duane Da Rocha          | Espanha              | 1:01.59 | Q     |
| 13   | 5       | 2    | Lisa Graf               | Alemanha             | 1:01.67 | Q     |
| 14   | 4       | 1    | Mimosa Jallow           | Finlândia            | 1:02.26 | Q     |
| 15   | 4       | 8    | Sanja Jovanović         | Croácia              | 1:02.30 | Q     |
| 16   | 3       | 0    | Justine Ress            | França               | 1:02.34 | Q     |
| 17   | 3       | 2    | Alicja Tchórz           | Polónia              | 1:02.47 |       |
| 18   | 3       | 1    | Mathilde Cini           | França               | 1:02.51 |       |
| 19   | 4       | 2    | Mercedes Peris          | Espanha              | 1:02.56 |       |
| 20   | 4       | 7    | Ekaterina Tomashevskaya | Rússia               | 1:02.82 |       |
| 21   | 3       | 7    | Klaudia Nazieblo        | Polónia              | 1:02.93 |       |
| 22   | 5       | 9    | Jördis Steinegger       | Áustria              | 1:03.40 |       |
| 23   | 2       | 3    | Camille Gheorghiu       | França               | 1:03.51 |       |
| 24   | 2       | 5    | Sarah Bro               | Dinamarca            | 1:03.63 |       |
| 25   | 2       | 2    | Anni Alitalo            | Finlândia            | 1:03.96 |       |
| 26   | 2       | 6    | Ava Schollmayer         | Eslovênia            | 1:03.99 |       |
| 27   | 5       | 1    | Alina Vats              | Ucrânia              | 1:04.05 |       |
| 28   | 4       | 9    | Maria Kameneva          | Rússia               | 1:04.08 |       |
| 29   | 5       | 8    | Beryl Gastadello        | França               | 1:04.09 |       |
| 30   | 4       | 0    | Aliaksandra Kavaleva    | Bielorrússia         | 1:04.11 |       |
| 31   | 3       | 9    | Magdalena Kuras         | Suécia               | 1:04.13 |       |
| 32   | 5       | 0    | Sviatlana Khakhlova     | Bielorrússia         | 1:04.40 |       |
| 33   | 2       | 1    | Ingibjörg Jónsdóttir    | Islândia             | 1:04.46 |       |
| 34   | 2       | 7    | Matea Samardžić         | Croácia              | 1:05.02 |       |
| 35   | 1       | 4    | Kätlin Sepp             | Estónia              | 1:05.39 |       |
| 36   | 2       | 8    | Sigrid Sepp             | Estónia              | 1:05.61 |       |
| 37   | 2       | 0    | Eva Gliožerytė          | Lituânia             | 1:06.57 |       |
| 38   | 1       | 5    | Susanne Hirvonen        | Finlândia            | 1:06.61 |       |
| 39   | 1       | 3    | Amina Kajtaz            | Bósnia e Herzegovina | 1:07.92 |       |
| —    | 2       | 4    | Věra Kopřivová          | Chéquia              |         | DNS   |
| —    | 3       | 6    | Michelle Coleman        | Suécia               |         | DNS   |
| —    | 3       | 8    | Karin Tomecková         | Eslováquia           |         | DNS   |

### Semifinal
Esses foram os resultados das semifinais. 
Semifinal 1
| Pos. | Raia | Nadadora           | Nacionalidade | Tempo   | Notas |
| ---- | ---- | ------------------ | ------------- | ------- | ----- |
| 1    | 4    | Mie Nielsen        | Dinamarca     | 59.51   | Q     |
| 2    | 5    | Daryna Zevina      | Ucrânia       | 1:00.42 | Q     |
| 3    | 2    | Arianna Barbieri   | Itália        | 1:01.03 | Q     |
| 4    | 3    | Elizabeth Simmonds | Reino Unido   | 1:01.35 |       |
| 5    | 7    | Duane Da Rocha     | Espanha       | 1:01.53 |       |
| 6    | 6    | Ida Lindborg       | Suécia        | 1:01.66 |       |
| 7    | 1    | Mimosa Jallow      | Finlândia     | 1:02.03 |       |
| 8    | 8    | Justine Ress       | França        | 1:02.53 |       |

Semifinal 2
| Pos. | Raia | Nadadora         | Nacionalidade | Tempo   | Notas |
| ---- | ---- | ---------------- | ------------- | ------- | ----- |
| 1    | 5    | Georgia Davies   | Reino Unido   | 1:00.18 | Q     |
| 2    | 4    | Katinka Hosszú   | Hungria       | 1:00.19 | Q     |
| 3    | 6    | Simona Baumrtová | Chéquia       | 1:00.53 | Q     |
| 4    | 3    | Carlotta Zofkova | Itália        | 1:00.60 | Q     |
| 5    | 2    | Daria Ustinova   | Rússia        | 1:00.95 | Q     |
| 6    | 1    | Lisa Graf        | Alemanha      | 1:01.51 |       |
| 6    | 7    | Jenny Mensing    | Alemanha      | 1:01.51 |       |
| 8    | 8    | Sanja Jovanović  | Croácia       | 1:02.42 |       |

### Final
Esse foi o resultado da final. 
| Pos.              | Raia | Nadadora         | Nacionalidade | Tempo   | Notas |
| ----------------- | ---- | ---------------- | ------------- | ------- | ----- |
| Medalha de ouro   | 3    | Katinka Hosszú   | Hungria       | 59.63   |       |
| Medalha de prata  | 4    | Mie Nielsen      | Dinamarca     | 59.63   |       |
| Medalha de bronze | 5    | Georgia Davies   | Reino Unido   | 59.74   |       |
| 4                 | 6    | Daryna Zevina    | Ucrânia       | 1:00.33 |       |
| 5                 | 2    | Simona Baumrtová | Chéquia       | 1:00.38 |       |
| 6                 | 7    | Carlotta Zofkova | Itália        | 1:00.80 |       |
| 7                 | 8    | Arianna Barbieri | Itália        | 1:00.86 |       |
| 8                 | 1    | Daria Ustinova   | Rússia        | 1:00.90 |       |

Legenda
| Recorde mundial       | Recorde mundial (World record)               |                       | Recorde africano                      | Recorde africano (African) |                                           | Q | Classificado por posição (Qualified) |
| Recorde do campeonato | Recorde do campeonato (Championship record)  | Recorde da América    | Recorde da América (Americas)         | q                          | Classificado por melhor tempo (Qualified) |   |                                      |
| Melhor marca do ano   | Melhor marca do ano (World leading)          | Recorde asiático      | Recorde asiático (Asian)              | DNS                        | Não largou (Did not start)                |   |                                      |
| Recorde nacional      | Recorde nacional (National record)           | Recorde europeu       | Recorde europeu (European)            | DNF                        | Não terminou (Did not finish)             |   |                                      |
| Recorde pessoal       | Recorde pessoal do atleta (Personal best)    | Recorde da Oceania    | Recorde da Oceania (Oceania)          | DSQ / DQ                   | Desclassificado (Disqualified)            |   |                                      |
| Recorde da temporada  | Recorde da temporada do atleta (Season best) | Recorde sul-americano | Recorde sul-americano (South America) | NM                         | Sem marca (No mark)                       |   |                                      |